# Stray Hearts
「Stray Hearts」（ストレイ・ハーツ）は、日本の音楽ユニット・B'zのボーカリスト・稲葉浩志の楽曲。2023年5月26日にVERMILLION RECORDSより配信限定シングルとして発売された。

## 概要
前作「BANTAM」に続き、2023年2枚目となる配信限定シングルである。

## 収録曲
| #         | タイトル         | 作詞      | 作曲      | 時間 |
| --------- | ---------------- | --------- | --------- | ---- |
| 1.        | 「Stray Hearts」 | 稲葉浩志  | 稲葉浩志  | 4:33 |
| 合計時間: | 合計時間:        | 合計時間: | 合計時間: | 4:33 |

## 楽曲解説
1. Stray Hearts
  - フジテレビ系ドラマ『あなたがしてくれなくても』の主題歌[注 1]。同ドラマのために書き下ろし、稲葉のソロ楽曲としてはWOWOWで放送された『誤断』の主題歌「水路」以来のテレビドラマ主題歌となった。民放のテレビドラマとしては初となる[7][8][9]。
  - 楽曲制作はドラマの内容に沿って行われ、ドラマの登場人物の心の彷徨を歌にできたらと思い「Stray Hearts」を制作したと稲葉がコメントしている[9]。
  - 2023年5月31日、YouTubeのTHE FIRST TAKEに動画を公開した[注 2][10][11][12][13]。その後、2023年6月14日から6月29日にかけてTHE FIRST TAKEで公開された「Stray Hearts」の映像と、『あなたがしてくれなくても』のスペシャル動画を組み合わせた「『あなたがしてくれなくても』×『稲葉浩志 － Stray Hearts ／ THE FIRST TAKE』スペシャルPV」も制作され、TVerにて期間限定配信された[14]。
  - 2024年6月26日発売の6thアルバム『只者』に収録されている[15]。
  - 2024年7月3日放送のフジテレビ系『2024 FNS歌謡祭 夏』で披露した。また『FNS歌謡祭』への出演はソロとしては初となった[注 3][16][17]。

## タイアップ
- フジテレビ系ドラマ『あなたがしてくれなくても』主題歌

## 参加ミュージシャン
- 稲葉浩志：ボーカル・作詞・作曲・編曲
- 徳永暁人：編曲、ベース
- Duran：ギター[18]
- サム・ポマンティ：ピアノ、ウーリッツァー、バックグラウンドボーカル
- 河村"カースケ"智康：ドラム
- MIKA HASHIMOTO & Lime Ladies Orchestra：ストリングス